# Maria Königin des Friedens (Fischbeck)

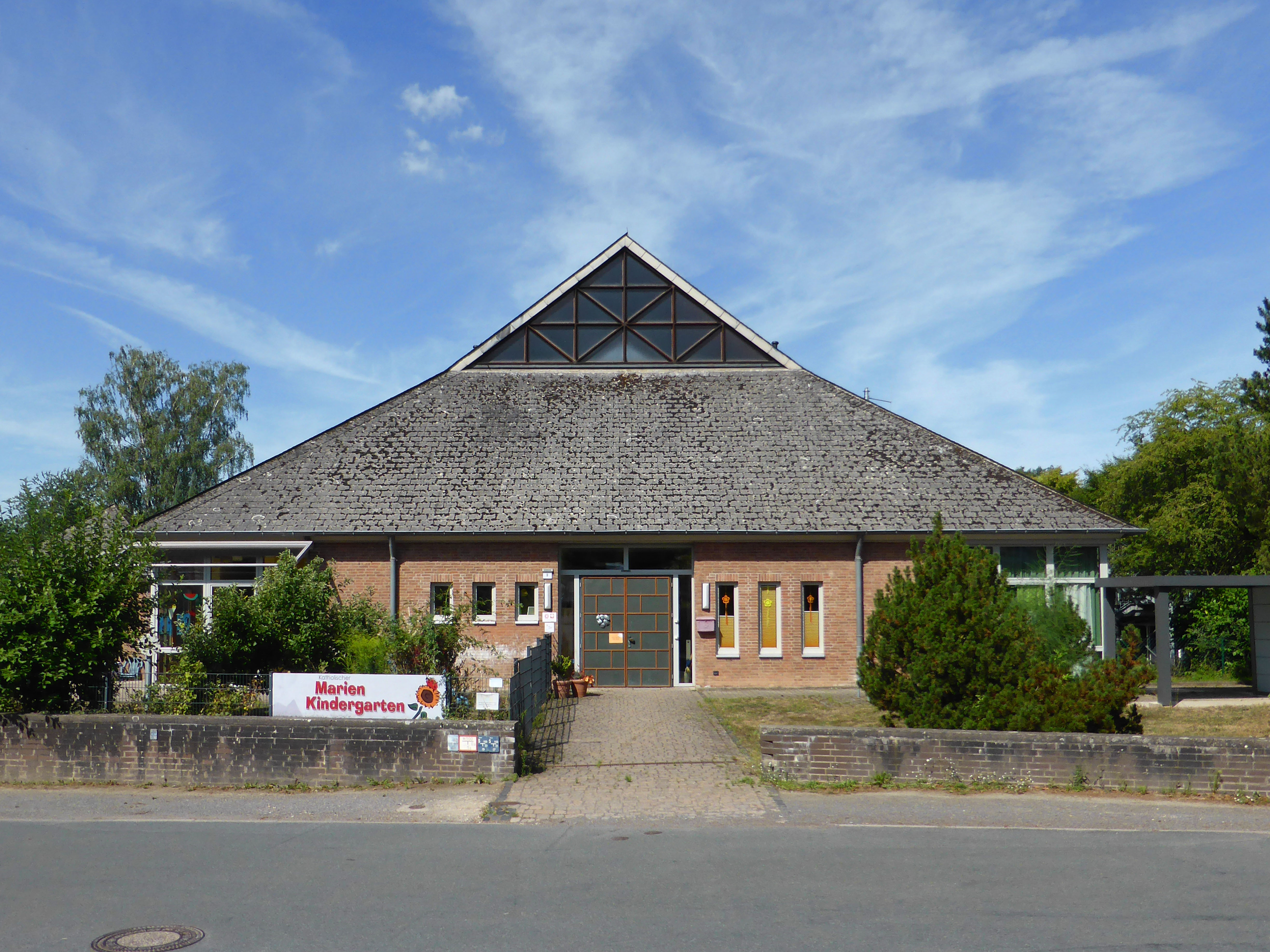
Das ehemalige Kirchengebäude 2022 – es ist inzwischen ein katholischer Kindergarten.

Die Kirche Maria Königin des Friedens war die katholische Kirche in Fischbeck, einem Ortsteil der Stadt Hessisch Oldendorf im Landkreis Hameln-Pyrmont in Niedersachsen. Die nach dem Marientitel Königin des Friedens benannte Kirche gehörte zur Pfarrgemeinde St. Bonifatius mit Sitz in Hessisch Oldendorf, im Dekanat Hameln-Holzminden (heute Weserbergland) des Bistums Hildesheim.

## Geschichte
Am 14. Mai 1961 erfolgte die Benediktion der neuerbauten Kirche.
Im Oktober 2008 erfolgte ihre Profanierung, seit August 2009 befindet sich im Kirchengebäude der katholische Marienkindergarten. Heute ist die St.-Bonifatius-Kirche im fünf Kilometer entfernten Hessisch Oldendorf die nächstliegende katholische Kirche.

## Architektur
Das Gebäude steht auf dem Grundstück Hermann-Löns-Weg 9, gegenüber der Einmündung zur Straße Im Bremensiek, in rund 74 Meter Höhe über dem Meeresspiegel. Das Gotteshaus wurde als Zentralbau nach den Plänen von Fritz Schaller erbaut.